# Frères Joséphites de Kinzambi
Les Frères Joséphites de Kinzambi forment une congrégation laïque masculine de droit diocésain sous la juridiction de l'évêque du diocèse de Kikwit.

## Historique
En 1937, le père Joseph Guffens, missionnaire jésuite belge , consulte Mgr Henri Van Schingen, nouveau vicaire apostolique du Kwango pour obtenir l'autorisation de fonder une congrégation selon les désirs de plusieurs jeunes. Joseph Guffens ouvre un noviciat le 24 septembre 1937 à Kikwit où les 15 premiers candidats commencent le postulat de la 'congrégation des Joséphites de Kwango'. Le 6 juin 1939 Mgr Pietro Fumasoni-Biondi, préfet de la congrégation pour l'évangélisation des peuples reconnaît les constitutions. Lors du 2e chapitre général les frères Joséphites du Kwango changent le nom de l'institut religieux: il s'appelle désormais 'Frères Joséphites de Kinzambi'.

## Activités et diffusion
Les frères se consacrent à l'éducation de la jeunesse. Ils sont présents en République démocratique du Congo ainsi qu'à Rome.